# Совет Федерации РСФСР
Совет Федерации РСФСР — координационный орган в РСФСР в 1990—1991 гг.

## История
Постановлением Президиума Верховного Совета РСФСР от 17 июля 1990 г. «О Федеративном договоре» для координации работы по заключению Федеративного договора сформирован Совет Федерации в количестве 63 человек в составе Председателя Верховного Совета РСФСР, председателей Верховных Советов автономных республик, председателей Советов народных депутатов автономных областей и автономных округов, а также 31 представителя от краев, областей и городов республиканского подчинения, определяемых Председателем Верховного Совета РСФСР.
Постановлением Президиума Верховного Совета РСФСР от 30 января 1991 г. № 563-I «О Совете Федерации» состав Совета Федерации расширен — в него включены председатели Верховных Советов республик, председатели Советов народных депутатов автономных областей и автономных округов, председатели краевых и областных Советов народных депутатов, а также городов Москвы и Ленинграда (88 человек).
Постановлением Президиума Верховного Совета РСФСР от 30 января 1991 г. № 564-I утверждено Положение «О Совете Федерации РСФСР», которым установлено, что Совет Федерации РСФСР образуется в составе Председателя Верховного Совета РСФСР → (Председатель Совета Федерации), Председателей Верховных Советов республик, входящих в состав РСФСР, председателей Советов народных депутатов автономных областей и округов, краевых, областных, Московского и Ленинградского городских
Советов народных депутатов. В работе Совета Федерации могут участвовать члены Президиума Верховного Совета РСФСР с правом совещательного голоса. В исключительных случаях члены Совета Федерации вправе делегировать свои полномочия должностным лицам, их заменяющим.
Указом Президента РСФСР от 19 июля 1991 г. № 10 вместо Совета Федерации был образован Совет по делам Федерации и территорий при Президенте РСФСР.

## Основные направления деятельности
(в соответствии с Положением «О Совете Федерации РСФСР»)
- установление и развитие федеративных отношений;
- обсуждение наиболее важных законопроектов в сфере государственного устройства и межнациональных отношений;
- определение и согласование основных направлений социально-экономической политики;
- выработка общей позиции по отношению к Союзному Договору;
- обеспечение участия субъектов Федерации в реализации конституционных положений о национально-государственном устройстве РСФСР;
- выработка рекомендаций по разрешению межнациональных и территориальных споров;
- дача конкретных заключений о включении новых субъектов в федеративные отношения.

## Состав Совета Федерации
(в соответствии с постановлением Президиума Верховного Совета РСФСР от 30 января 1991 г. № 563-I)
- Председатели Верховных Советов республик: Башкирской, Бурятской, Дагестанской, Кабардино-Балкарской, Калмыцкой, Карельской, Коми, Марийской, Мордовской, Северо-Осетинской, Татарской, Тувинской, Удмуртской, Чечено-Ингушской, Чувашской, Якутской
- Председатели Советов народных депутатов автономных областей: Адыгейской, Горно-Алтайской, Еврейской, Карачаево-Черкесской, Хакасской
- Председатели Советов народных депутатов автономных округов: Агинского Бурятского, Коми-Пермяцкого, Корякского, Ненецкого, Таймырского (Долгано-Ненецкого), Усть-Ордынского Бурятского, Ханты-Мансийского, Чукотского, Эвенкийского, Ямало-Ненецкого
- Председатели Советов народных депутатов краев: Алтайского, Краснодарского, Красноярского, Приморского, Ставропольского, Хабаровского
- Председатели Советов народных депутатов областей: Амурской, Архангельской, Астраханской, Белгородской, Брянской, Владимирской, Волгоградской, Вологодской, Воронежской, Ивановской, Иркутской, Калининградской, Калужской, Камчатской, Кемеровской, Кировской, Костромской, Курганской, Курской, Ленинградской, Липецкой, Магаданской, Московской, Мурманской, Нижегородской, Новгородской, Новосибирской, Омской, Оренбургской, Орловской, Пензенской, Пермской, Псковской, Ростовской, Рязанской, Самарской, Саратовской, Сахалинской, Свердловской, Смоленской, Тверской, Тамбовской, Тульской, Тюменской, Ульяновской, Челябинской, Читинской, Ярославской
- Председатели Советов народных депутатов городов: Москвы, Ленинграда